# 노보체복사르스크
노보체복사르스크(러시아어: Новочебоксарск, 추바시어: Çĕнĕ Шупашкар)는 추바시 공화국의 도시로, 볼가강의 남쪽에 위치해 있다. 인구는 12만6,000명으로 체복사리에서 가깝다.
육상 선수 올가 에고로바의 출생지이다.